# Kotlina Konga

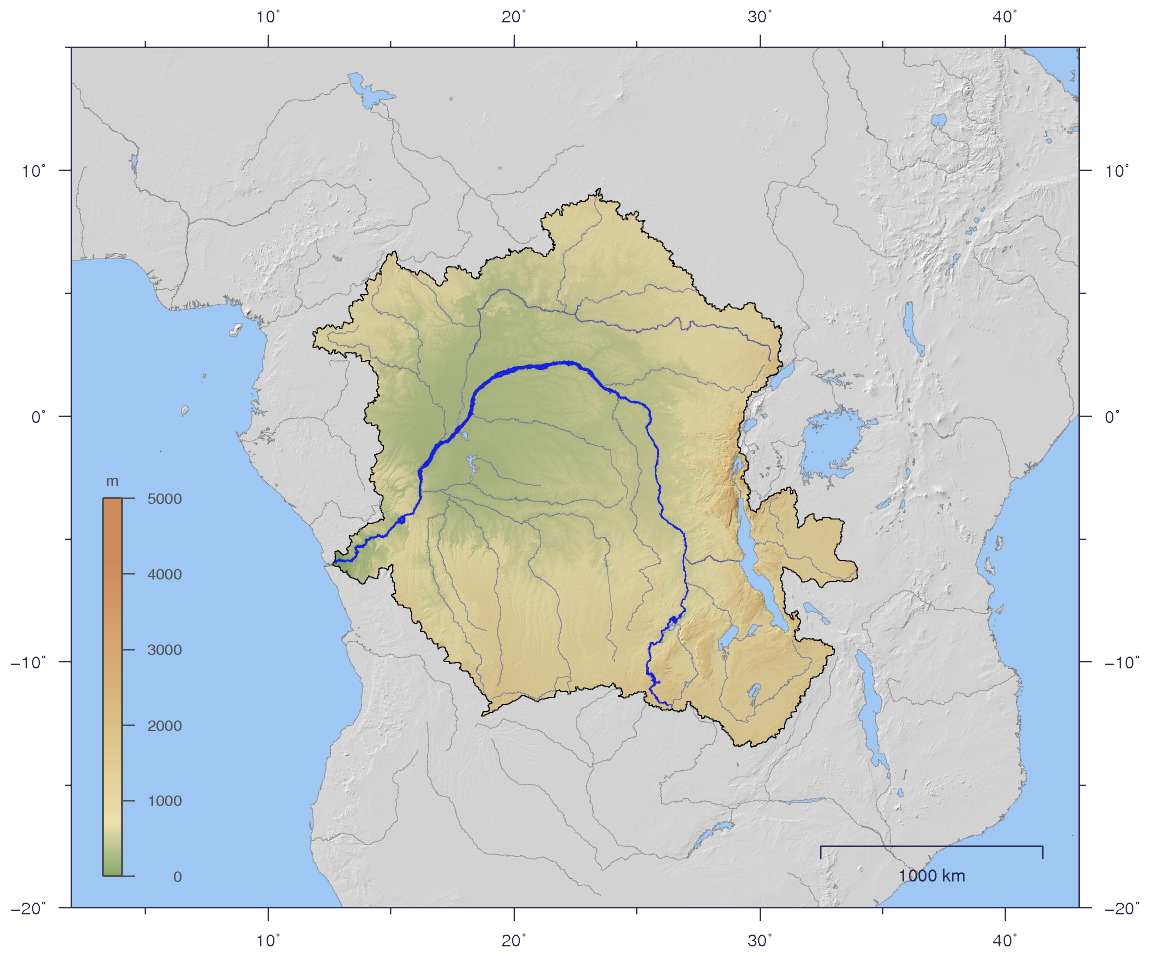
Kotlina Konga i dorzecze rzeki Kongo

Kotlina Konga – nieckowaty obszar w Afryce Środkowej o powierzchni ok. 3 mln km² i średniej wysokości ok. 400 m n.p.m., z niewysokimi garbami, które są poprzedzielane dopływami rzeki Kongo.
Od południa Kotlinę Konga odgraniczają wyżyny Lunda i Katanga, na wschodzie wulkaniczne góry związane z Wielkimi Rowami Afrykańskimi, natomiast od północy wyżyną Adamawa i progiem Azande. Większość kotliny zajmuje wilgotny las równikowy. 
Teren Kotliny Konga zajmują głównie dwa państwa – Demokratyczna Republika Konga i Kongo.